# 蒲鉾

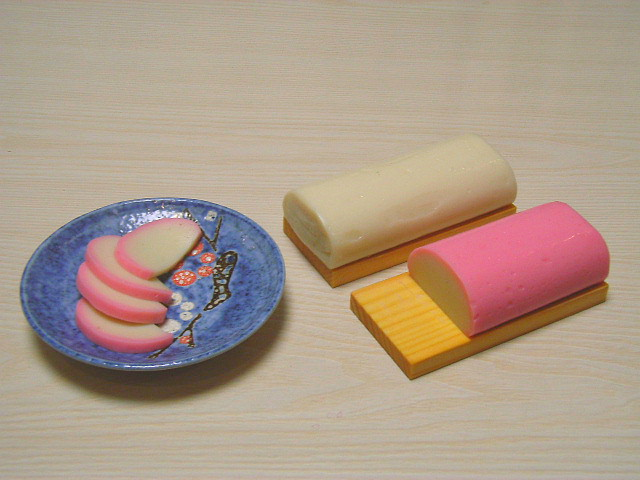
蒸板蒲鉾。狭義の蒲鉾。

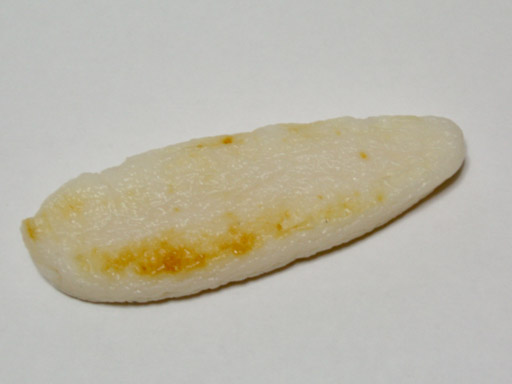
笹蒲鉾

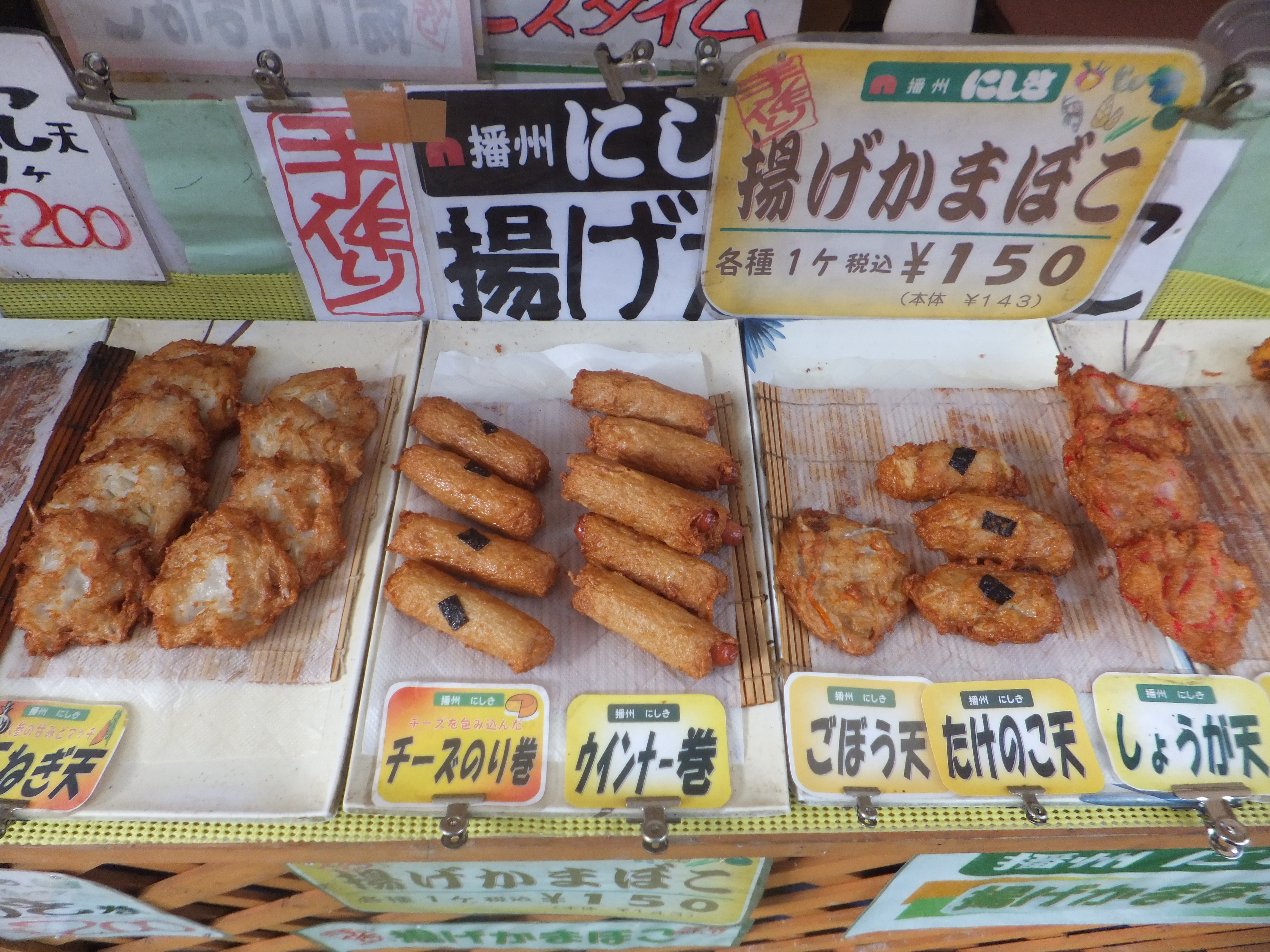
揚げ蒲鉾

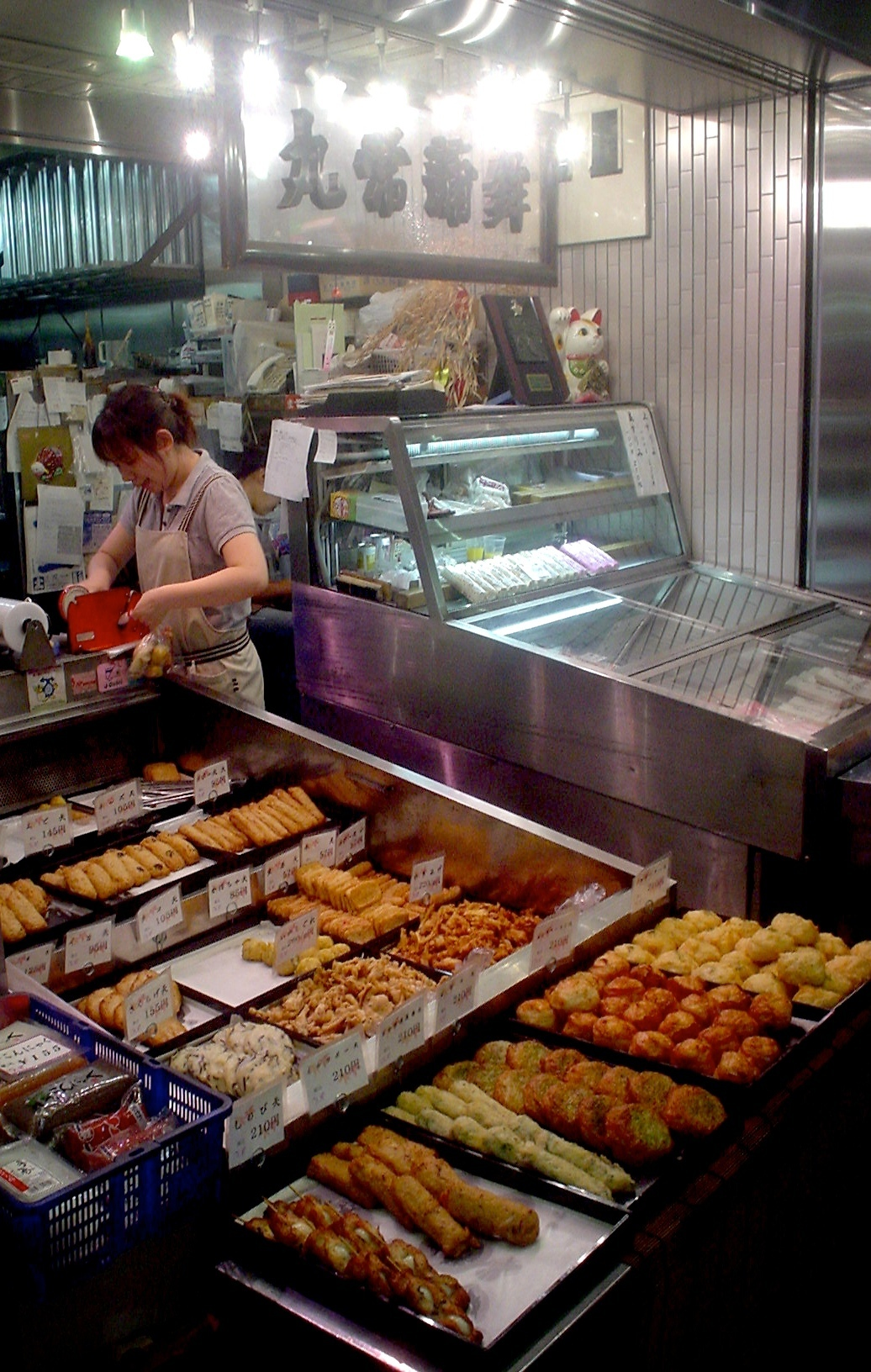
蒲鉾専門店に並ぶさまざまな蒲鉾

蒲鉾（かまぼこ）は、魚肉のすり身を成形して加熱した魚肉練り製品の一種である。広義の蒲鉾には、蒸しかまぼこ、焼抜きかまぼこ、ちくわ、風味かまぼこ、ゆでかまぼこ（はんぺんや鳴門巻きなど）、揚げかまぼこ（薩摩揚げなど）がある。狭義には蒸板蒲鉾（蒸しかまぼこの一種）のことをいう。

## 概説
代表的な蒲鉾製品は、蒸しかまぼこ、焼抜きかまぼこ、ちくわ、風味かまぼこ、ゆでかまぼこ（はんぺんや鳴門巻きなど）、揚げかまぼこに分類される。沖縄などでは単に蒲鉾と言えば揚げ蒲鉾を指す場合が多い。製法により、杉などの小板に半円筒形に、いわゆる蒲鉾型に盛り付けた「板蒲鉾」、麦わらなどに巻き付けた「（簀）巻蒲鉾」、薄く削った蒲鉾を乾燥させた「削り蒲鉾」などがある。
原料魚は主にスケトウダラ（スケソウダラ）、イワシ、イトヨリダイ、イシモチ（グチ）、タチウオ、ハモ、エソ、ヨシキリザメなどで蒲鉾の種類により原料魚も多少異なる。蒲鉾表面に現れる微小な黒い点は魚皮で、食用に問題はない。地域性のある食材で各地で地魚の特性を利用した蒲鉾製品が作られてきた。
日本の蒲鉾製造会社は、大手企業では紀文食品、一正蒲鉾、スギヨ、堀川、その他地域限定会社として、かま栄などが挙げられる
特徴
魚肉は食塩とともにすり潰すとタンパク質が溶け出して網目状に結び付き、加熱するとさらに網目構造が強固になって独特の食感を出す。蒲鉾の歯応えは「足（あし）」と呼ばれ、蒲鉾の商品価値を左右する。この「足」は、魚肉の筋原繊維を構成するミオシンのS-S結合（ジスルフィド結合）が関与している。また歯ごたえを出すために、多くの蒲鉾では澱粉などの添加も行われる。
かまぼこの種類やパッケージ（包装）の種類にもよるが、一般に、魚肉練り製品は細菌、カビなどで腐敗しやすい。たいてい冷蔵保存が指定されていて、表示されている保存期間は1～2週間程度のものが多く、長くてもせいぜい3週間で、一旦パッケージを開けたら1～2日のうちに食べきることが勧められていることが多く、ベストは（つまり美味しく安全に食べる最善の方法は）24時間以内に食べきること、とも言われている。真空パックや脱酸素剤などが添えられているものなどは、比較的長期に保存できるものもある。保存期間は商品に表示されている。いずれにせよ一旦開封したら腐敗が始まるので1～2日で食べきるものとされている。

## 歴史
平安時代にはあったことが知られているが、その形状は現在のちくわである。
古くは材料を竹の棒に筒状に巻いて作った。その形が蒲（がま）の穂に似ていることから、「蒲鉾」と呼ばれるようになったとされる。この最初期の蒲鉾は現在のような海水魚ではなく、主に淡水魚のナマズを原料としていた。竹を抜き去ると現在の竹輪の形になる。後に板の上に成形した「板蒲鉾」が登場し、区別のために「竹輪蒲鉾」と呼び分けていたが、元祖の方は「蒲鉾」が脱落して単に「ちくわ」となり、板蒲鉾の方は逆に板が外れて「蒲鉾」になった。平安時代の『類聚雑要抄』には、藤原忠実が永久3年（1115年）に転居祝いに宴会を開いた時の串を刺した蒲鉾が載っている。これを確認できる最古の文献上の蒲鉾であるとして、業界団体がその数字をとって11月15日を蒲鉾の日としている。

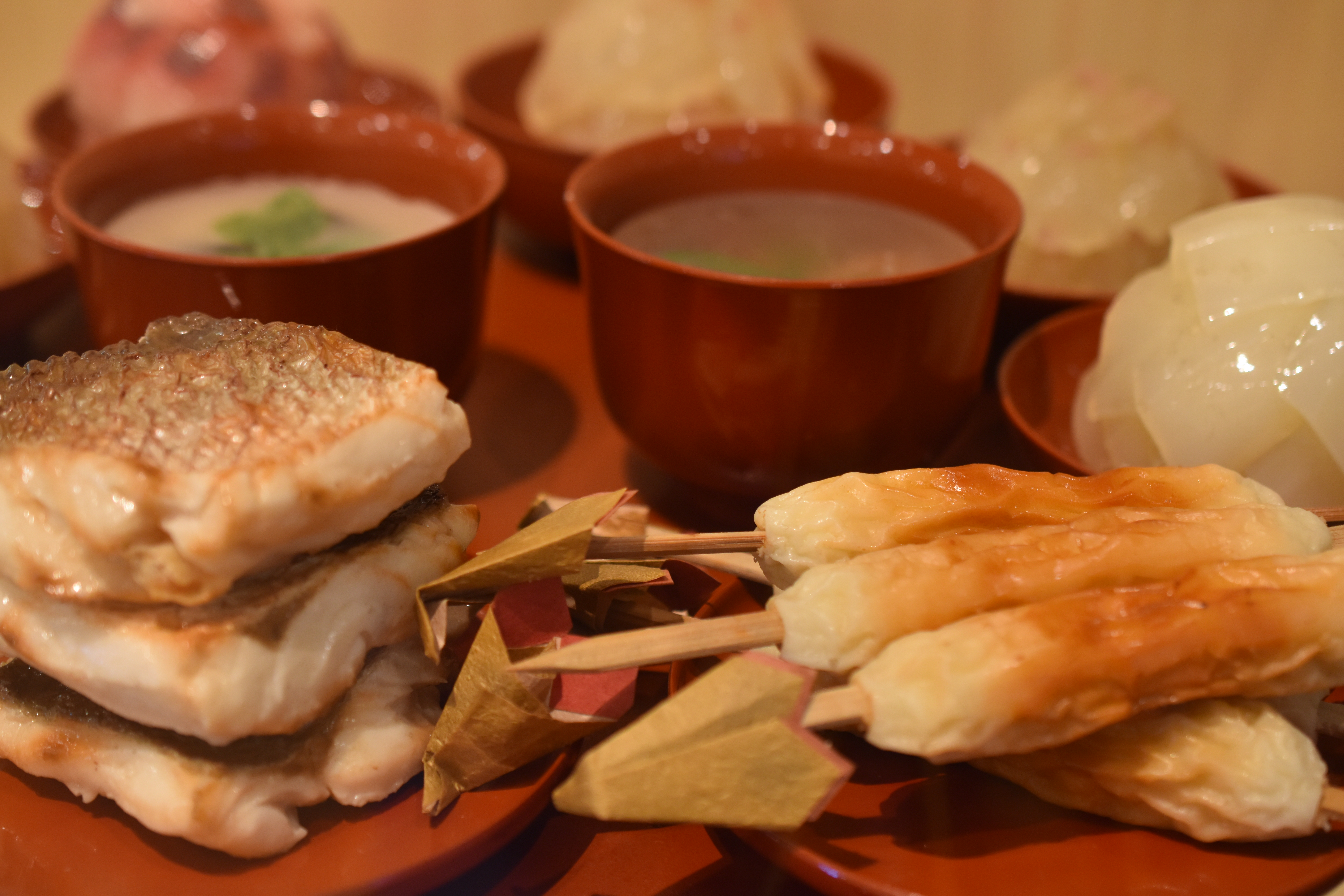
鈴廣かまぼこ博物館で展示されている平安時代の祝膳の再現

白身の魚は高価であり、蒲鉾もご馳走と考えられた。時に贈答品として用いられ、肉餅と称して御節料理にも利用される。豊臣秀頼の大好物であったと伝えられ、本能寺での織田信長の最後の晩餐にも供された。なお、蒲鉾が商品として販売されるようになったのは江戸時代以降、食品工業的な生産が行われるのは明治以降とされる。
江戸時代の『守貞漫稿』二十八では、蒲鉾について「今製は図の如く三都ともに杉板面に魚肉を推し蒸す蓋し京坂には蒸したるままをしらいたと云ふ板の焦ざる故也多くは蒸して後焼きて売る江戸にては焼きて売ること無レ[返り点]之皆蒸したるのみを売る」「江戸は百文百四十八文二百文二百四十八文を常とす蓋し二百文以上多くは櫛形の未レ[返り点]焼物也」「三都とも精製は鯛ひらめ等を専らとすまた京坂は鱧製を良とす江戸は虎きすを良とす凡製のものは三都とも鮫の類を専らとす鮫の頭数種あり名を略す」といい、『東海道中膝栗毛』で北八は「ときにさかなはははアかまぼこも白板ださめじやアあんめへ」と喜んでいる。

## 分類
日本農林規格及び品質表示基準ではかまぼこ類を、蒸しかまぼこ類、焼抜きかまぼこ類、ゆでかまぼこ類、揚げかまぼこ類に分類する。なお、日本農林規格には「特殊包装かまぼこ類」（1974年（昭和49年）10月〜2005年（平成17年）5月）と「風味かまぼこ」（1990年（平成2年）5月〜2005年（平成17年）5月）の規格もあったが、これらの日本農林規格は廃止されており、その後品質表示基準についても見直しが行われた。
1. 蒸しかまぼこ類：練りつぶし魚肉又はこれに種ものを加えた物を成形し、蒸煮してたんぱくを凝固させた製品を言う。さらに蒸しかまぼこ、板付きかまぼこ（小田原かまぼこなど）、蒸焼きかまぼこ（焼板かまぼこなど）、蒸しちくわに分類される[13]。
2. 焼抜きかまぼこ類：練りつぶし魚肉又はこれに種ものを加えた物を成形し、焙焼して、たんぱくを凝固させた製品を言う。さらに焼抜きかまぼこ（笹蒲鉾など）、板付焼抜きかまぼこ（白焼蒲鉾など）、卵黄焼きかまぼこ（伊達巻など）、焼きちくわに分類される[13]。
3. ゆでかまぼこ類：ゆでかまぼこ（なるとやつみれなど）とはんぺんに分類される[13]。
4. 揚げかまぼこ類：薩摩揚げなどである[13]。

一般的には、蒸しかまぼこ、焼抜きかまぼこ、ちくわ、風味かまぼこ、ゆでかまぼこ、揚げかまぼこ、特殊包装かまぼこ、細工かまぼこに分類されている。

## 製法
いずれの水産練り製品も「魚肉を塩とともにすり潰して成形し加熱する」という基本工程は、ほぼ同じである。
蒲鉾も、採肉（さいにく）、水晒し（みずさらし）、脱水（だっすい）、擂潰（らいかい、「すり身」づくり）まではほぼ同じで、その先は種類により成形と加熱方法が異なっている。

### 基本行程
1. 原料魚の洗浄処理・採肉 - スケトウダラ、グチ、エソなどの原料から頭や内臓などを除去して洗浄し、専用の機械（採肉機）か手作業で肉の部分（落とし身）のみを取り出す[3]。
2. 水晒し - 落とし身を水で洗浄する[3]。
3. 脱水 - ふるいなどで水を切りスクリュープレス機や油圧式プレス機で脱水する[3]。裏ごしして砂糖などの凍結変性防止剤を添加し凍結したものが冷凍すり身で、冷凍すり身を仕入れてかまぼこを製造する工場の方が多い[3]。
4. 擂潰（らいかい） - 冷凍すり身に塩を加えながらすり潰して（塩ずり）調味料を加える[3]。
5. 成形・加熱 - 製品ごとの形態に合わせて成形し（つまり形をととのえたり袋状の容器に入れるなどし）、加熱する（蒸す、焼く、揚げる、茹でる）[3]。

- 擂潰（らいかい）して出来た「すり身」
- 成形の実演。「すり身」を木の板や竹の棒などにつけて形をととのえている例。
- 参考画像。韓国の蒲鉾の成形の実演。本質的には、日本でも韓国でも同じ作業。

### 蒸しかまぼこ
蒸板蒲鉾
関東地方をはじめ全国にみられる一般的な蒲鉾で調味すり身を板に盛り付け蒸したもの。練り合わせた身を「手付包丁（附庖丁、つけぼうちょう）」と言うへら状の特殊な包丁を用い、「蒲鉾板」に半円状に盛り付けてゆく。機械で盛り付けたり、型抜きで成形されることもある。
焼板蒲鉾
関西地方の蒲鉾で蒸板蒲鉾の表面にみりんなどを塗り焼き目を付けたもの。
昆布巻蒲鉾（巻蒲鉾）
富山県の蒲鉾で板状にしたすり身を昆布とともに巻いた板無しの蒲鉾。断面に鳴門巻きのような模様ができるのが特徴。もともと昆布を巻き込んだ「昆布巻き（こぶまき）」を作るための製法で、昆布の代わりに焼き締めた蒲鉾で巻く「赤巻」「青巻」「白巻」などもある。同県や隣県の石川県では定番の食材で、両県で店舗で供されるうどん・そば等には入っている事が多く、他地域からの旅行者からはラーメン同様の鳴門巻きと誤解される事がある。
簀巻き蒲鉾
中国・四国地方に多く見られる、すり身を麦わらで巻き付けて蒸して作った板無しの蒲鉾。プラスチックのストローを巻いている製品もある。「つと巻」とも呼ばれる。

### 焼抜かまぼこ

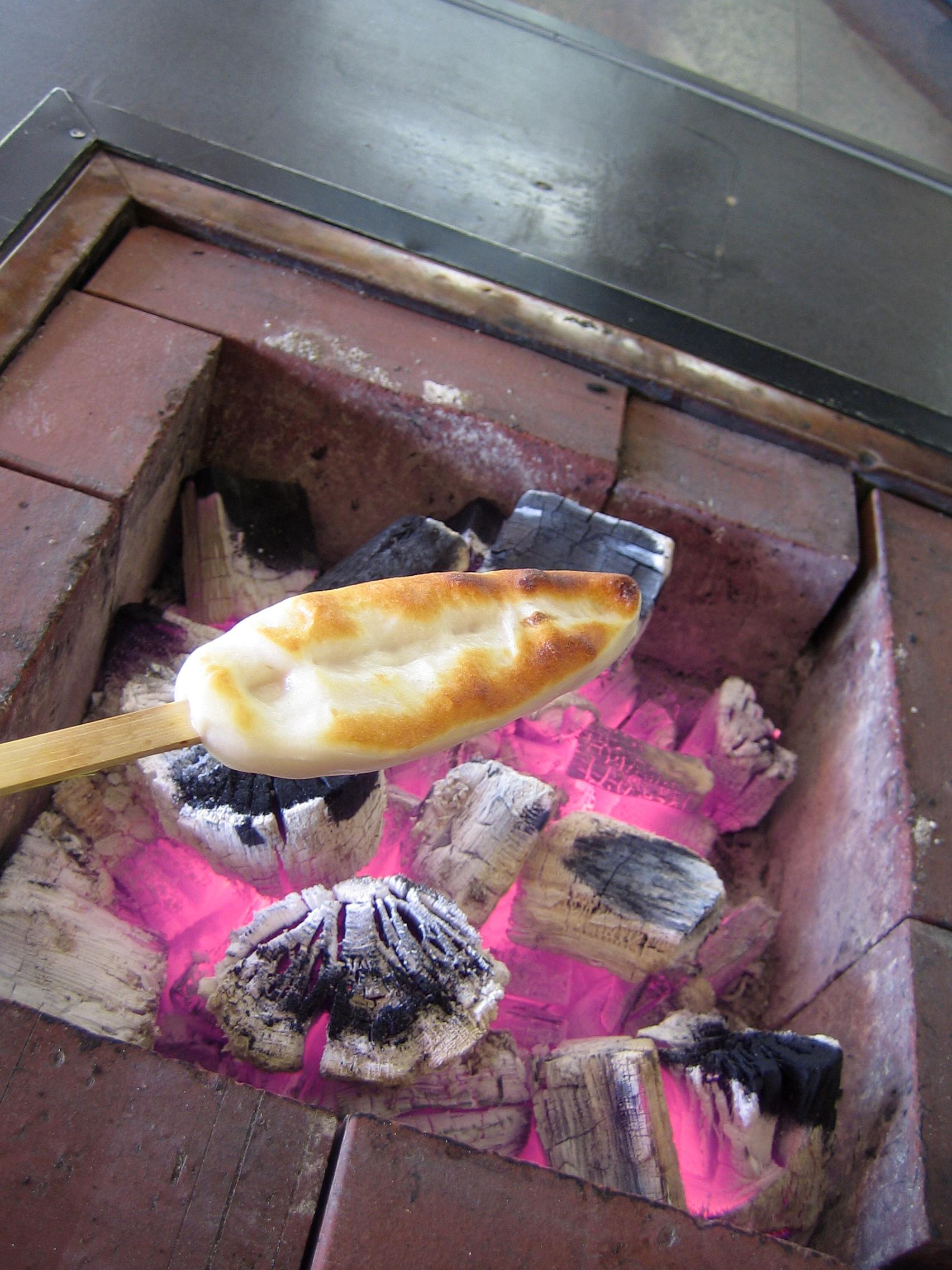
笹蒲鉾を炭火であぶっているところ

伊達家の家紋「竹に雀」

焼き通し蒲鉾
京阪神地方で作られるハモなどのすり身を原料とする板付焼抜蒲鉾の一種。蒸し蒲鉾とは異なり板面から焼いて火を通しているため板に焼き目があるのが特徴。関東地方では単に「焼き抜き蒲鉾」ともいう。
白焼蒲鉾
山口県で作られるエソや小鯛などのすり身を原料とする板付焼抜蒲鉾の一種。「焼き通し蒲鉾」と同様の板付きの焼き抜き蒲鉾であるが、すり身の面をほとんど加熱しない（基本的に板の下から間接的に加熱する）ため表面に焼き目は付かない。焼き上げ後に常温で冷却するため表面に縮緬状のしわが出来ることが特徴である。
笹蒲鉾

宮城県特産の笹の葉の形に成形した焼抜かまぼこである。原料となる魚は様々だが白身魚が主原料であり、魚の種類によって蒲鉾の風味が変わる。製法は、笹形の木枠あるいは鉄製枠にすり身を入れておおよそを成型し、贈答品などではその後手で細かな成形をする工程を入れて、竹串に刺して焼いて作られる。
現在みられる笹蒲鉾の起源は、はっきりとはわかっていない。一説では、明治時代に仙台湾でヒラメの大漁が続いた。しかし当時の輸送力、保存設備は不十分であり、大量のヒラメは持て余された。そこで味も良く保存の利く調理法として、ヒラメのすり身を平らにしそれを串に刺して焼くという方法が考案されたという。当時、これは「手のひらかまぼこ」「木の葉かまぼこ」「べろかまぼこ」などと呼ばれた。戦後になって、蒲鉾の形が笹の葉に似ていることや、仙台藩主だった伊達氏の家紋「竹に雀」に笹が描かれていることから、「笹かまぼこ」の名称が使われるようになった。1972年（昭和47年）に「笹かま」は商標登録され、宮城県内のかまぼこ業者がこれを使えるとされた。
特定第3種漁港（全国的重要漁港）を擁する気仙沼市・石巻市・塩竈市を始め、宮城県には高政や鐘崎など笹蒲鉾を主力とする水産物加工会社が軒を連ねており、蒲鉾の消費量・生産量共に日本一となっている。

### 風味かまぼこ
練りつぶし魚肉を細断して繊維状にした物。又はこれを棒状等に成形し、加熱してたんぱくを凝固させた物。その形状・香味及び食感がかに肉、ほたて貝柱等に類似した物を言う。

### 特殊包装かまぼこ
練りつぶし魚肉またはこれに種ものを加えたものをケーシングに充填し、またはフィルムで包装した後、加熱してたんぱくを凝固させた製品を言う。
- ケーシング詰かまぼこ - 練りつぶし魚肉をケーシング（肉をつめる袋）に充填し、密封した後、加熱した製品[13]。
- リテーナ成形かまぼこ - 練りつぶし魚肉をフィルム包装した後、型枠に入れて加熱した製品[13]。

### 細工かまぼこ

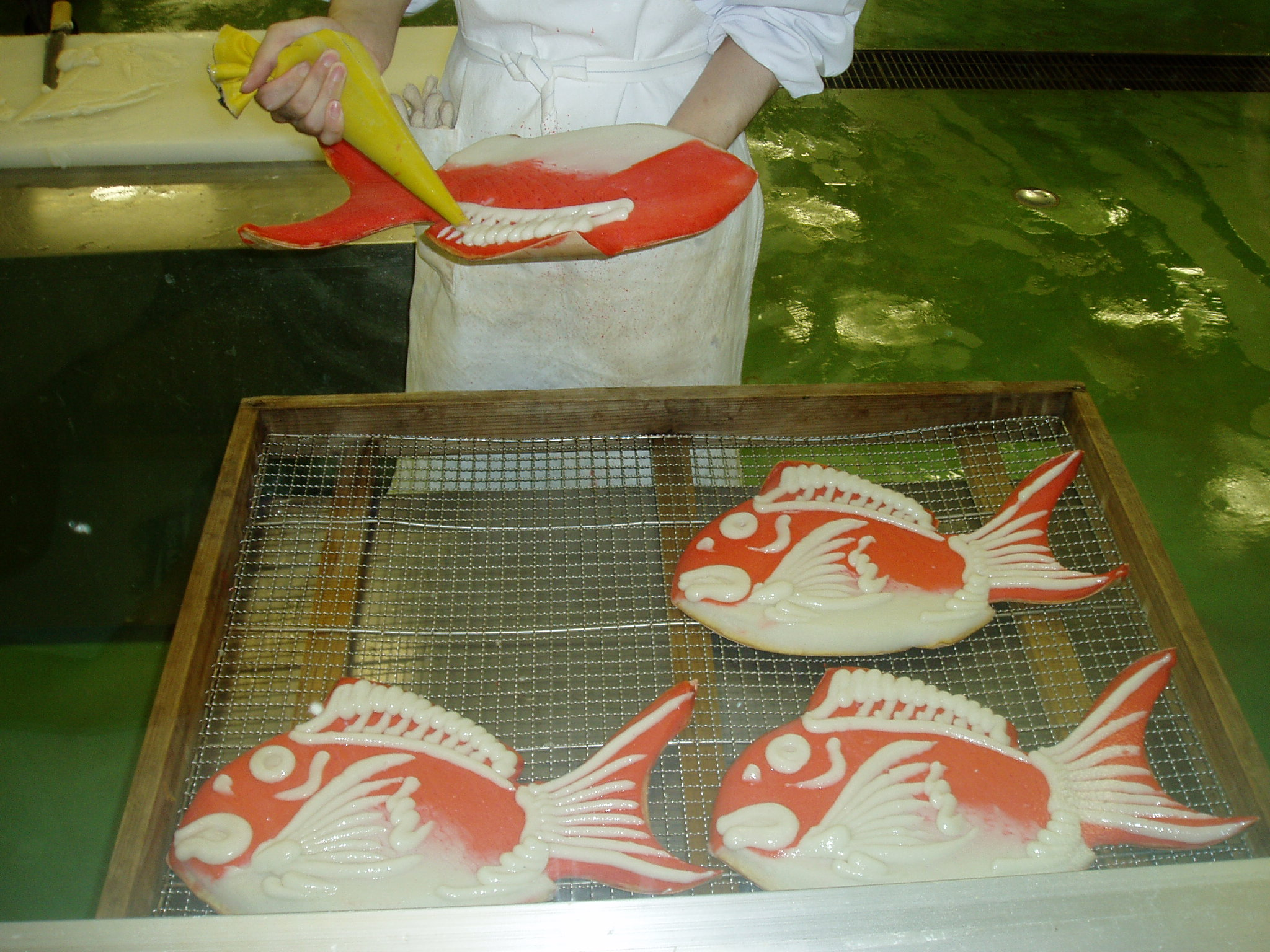
細工蒲鉾（鯛蒲鉾）

鯛や水引などの形に蒲鉾を整形した物で蒲鉾細工とも言う。富山県などで作られている食紅などで色付けしたすり身を絞り袋を使って成形する絞出しかまぼこ、福岡県などで作られている色ごとに絵柄を重ねる刷出しかまぼこ、神奈川県などで作られている色のすり身を金太郎飴のように重ねて同じ絵柄を切り出す切出しかまぼこがある。
結婚式の引出物など冠婚葬祭の引出物として作られている。本格的な製品は、鯛型で実物大程度の大きさがある。また、松竹梅の形にし、縁起物としても作られている。島根県の大社地方を中心に古くから作り伝えられてきた細工蒲鉾は、婚礼（披露宴）の引出物として有名である。他に富山県や京都府舞鶴市の細工蒲鉾が知られる。中国の影響を受けた飾りなので、長崎県などでは鯛ではなく、鯉をかたどったとされる。富山の細工蒲鉾は多様で、大きい製品では体長60 cmほどの尾頭付きのタイや鶴、亀、富士山や松、宝船、末広、巾着などが描かれた製品もある。

## 食べ方
切り方や切る厚さを変えることで、食感を変えることができる。また、技巧を凝らした細工物にも使われる。
蒲鉾は加熱済み食品であるため、そのまま食べることができる。また、醤油やマヨネーズとの相性が良い。なかでも、おろしわさびを添えて一緒に食べることを板わさという。そば屋でしばしば提供されているが、家庭でも食されている。居酒屋で「酒の肴」として提供されており家庭でも晩酌の「酒の肴」にする人もいる。板わさは味もよいが、わさびには殺菌効果がありその意味でも評価されている。
厚めに切って、真ん中に切れ目を入れて、中に様々な具材を挟めば、オードブルの一品となる。
薄く切って、うどんや蕎麦のトッピング、雑煮など汁の実とすることも一般的である。煮物の具材や、玉子丼の具にも用いる。茶碗蒸しに入れることも多い。
変わり種としては、薄くスライスして、ハムの代わりにも使われる。蒲鉾の和風サンドイッチなど。賽の目に切って、サラダの具にしたり、卵焼きの具にしてもよい。
また、生を避けて、焼いたり、炙ったりして食べることを好む人もいる。他にも、炒めたり、素揚げやてんぷら、フライなど、様々な調理を行うことも可能である。
福井県敦賀市周辺の食堂には、蒲鉾をメインのおかずとした「かまぼこ定食」というメニューがある。
紅白の蒲鉾を「紅白は縁起が良い」とか「見栄えがする」としておせちに入れることも多い。ただし、おせちに入れる食品というのは一般に味を濃くしたり酢を加えるなどして「日もち」のする状態にしたもの（保存性が良いもの）が選ばれ、数日に分けて食べられることがしばしばなので、そこに蒲鉾を開封して切ってしまった状態で入れると、例外的にとびぬけて「日もちのしないもの」になってしまうので、他の食品と同じように見なすのではなく、蒲鉾だけは別扱いして、1日目（元日）に食べきることが勧められる。
近年では、すり身を加工した、テリーヌ風の蒲鉾が存在する。
- 板わさの例
- 雑煮（すまし汁）に蒲鉾を入れた例
- 肉うどんに蒲鉾をいれた例
- 茶碗蒸しに蒲鉾を入れた例
- おせちに入れた例

## 各地の蒲鉾
- 北海道
  - たつのかまぼこ（たちのかまぼこ） - タラの白子を使用した蒲鉾
- 福島県 - 県内ではいわき市が蒲鉾の生産量が盛ん[22]
- 神奈川県
  - 小田原蒲鉾[15]
- 富山県 - 巻蒲鉾、やわらか、祝儀用細工蒲鉾
- 福井県
  - 味醂焼き蒲鉾[15]
- 和歌山県
  - 南蛮焼（なんば焼）[15]
  - ごぼう巻[15]
- 広島県
  - かに風味蒲鉾[15]
- 鳥取県
  - とうふ竹輪[15]
- 島根県
  - あご野焼ちくわ[15]
- 愛媛県
  - 削り蒲鉾[15] - 愛媛県八幡浜市周辺など南予地方で食べられている。第二次世界大戦前に、日持ちの悪かった蒲鉾を乾燥させ日持ちさせて作った保存食を削り食したことに由来する。
  - じゃこ天[15]
- 徳島県
  - フィッシュカツ[15]
- 長崎県
  - いわし蒲鉾[15]
- 鹿児島県
  - さつま揚げ[15]
- 沖縄県
  - チキアーギ[15]
  - カステラ蒲鉾[15]

## 蒲鉾に由来する名称
- 一般に、板蒲鉾をその長手方向と直交する方向に切断した際の断面形状（両端が低く、中央が盛り上がった形状。アーチ形に類似）を「蒲鉾型」と呼ぶ。また、蒲鉾型をしたものそのものの俗称として「カマボコ」とも称する。
  - 線路が周囲より高い場所または低い場所に設けられた踏切は、極端に盛り上がったり窪んだ形状になるため、「蒲鉾型踏切」と呼ばれる。また、線路と周囲の高さがほぼ同一でも、カーブの途中に設けられた踏切は線路のカントを乗り越える必要があることから盛り上がるため、同様に「蒲鉾型踏切」と呼ばれる。
  - ボウリングでレーンオイルの乗り方が、レーン中央が厚め（滑りやすい）で左右が薄め（滑りにくい）の状態のことを「カマボコ型」と呼ぶ。
  - 将棋の振り飛車戦法に対する居飛車側の囲いの1種であるミレニアム囲いも「蒲鉾」と称されることがある。
  - オーディオにおいて、低音域と高音域が小さく、中音域が強調された音作り（いわゆるドンシャリの反対）を指して、周波数特性のグラフ形状から「カマボコ型」と言う。
  - かつて存在した西日本車体工業が製造していたバス車体で、1966年から1978年にかけて製造された車体（42MCまたは66MCと呼称）は前後窓上の方向幕部分がカマボコの断面に似ていたことから、「カマボコ」と通称された[23]。
- 大相撲の隠語における「蒲鉾」とは、稽古をさぼること、1件の相撲部屋に原則1つしかない土俵での稽古に名乗り出ることを積極的にしないことを意味する。土俵に上がらず稽古場の板塀にもたれたまま休んでいる様子を、「背中が板に張り付いている」蒲鉾に例えている[24]。
- 俗に言う「かまとと（カマトト）」または「かまとと振り」とは「蒲鉾のことを『これは魚（とと）か』と聞く」ということから、無知・世間知らずを装ってかわいらしく見せる人（特に女性）を指す。江戸時代に遊女が世間知らずを装うため、蒲鉾を指して「これが魚なのか」と問うたことに由来するとされる。

## 参考画像

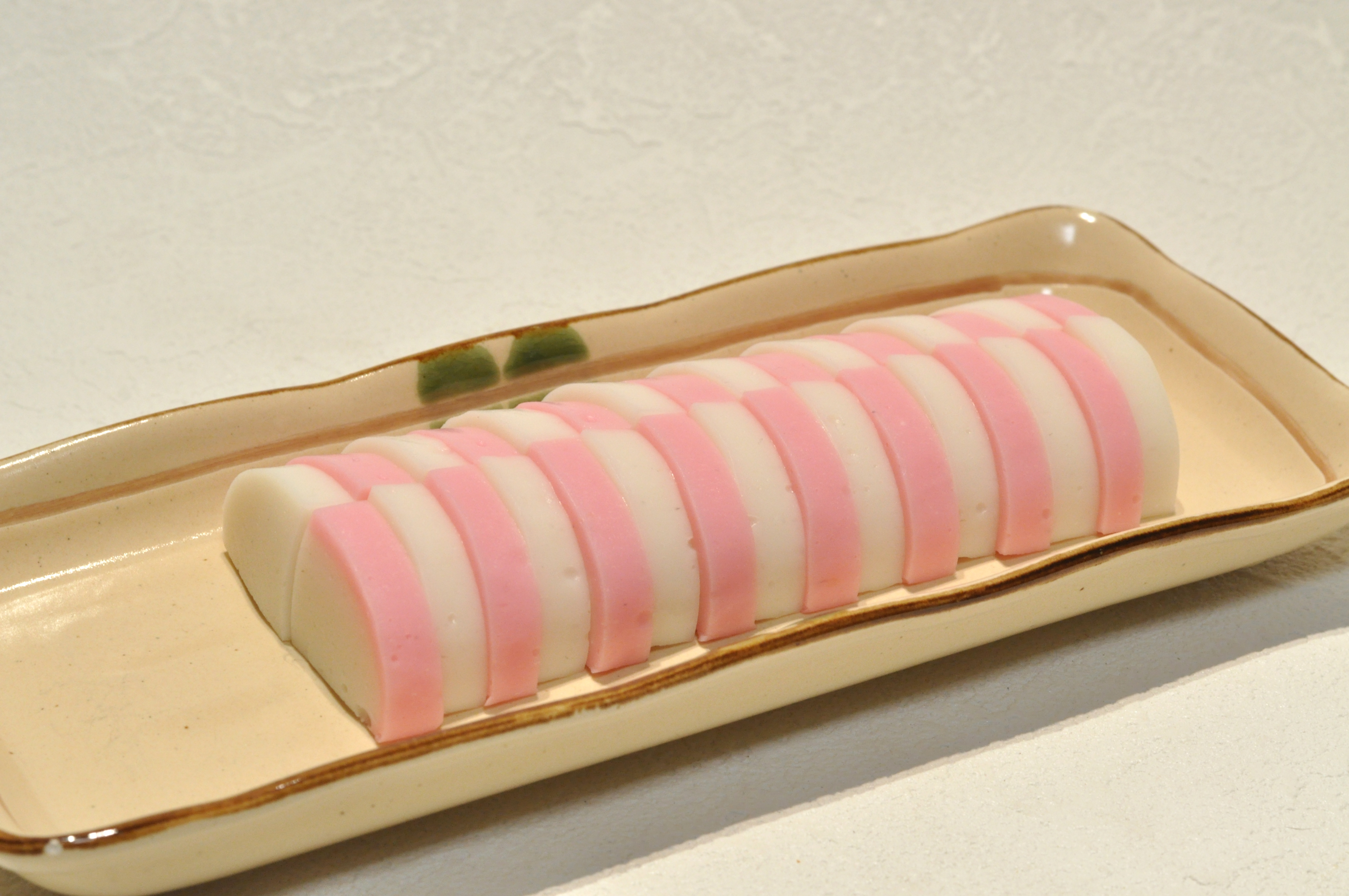
市松模様上に組んだ紅白蒲鉾
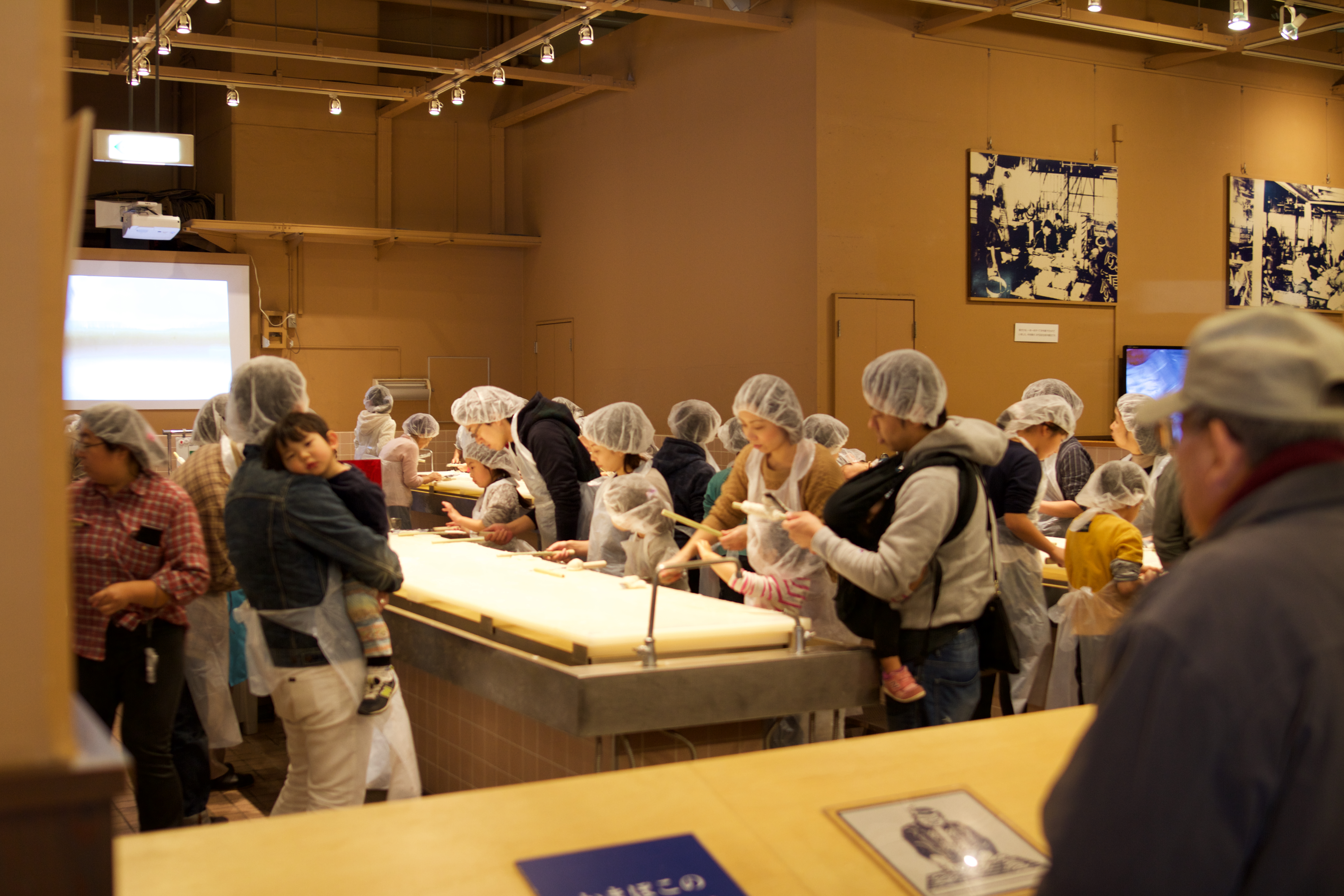
かまぼこ博物館での、かまぼこづくり体験
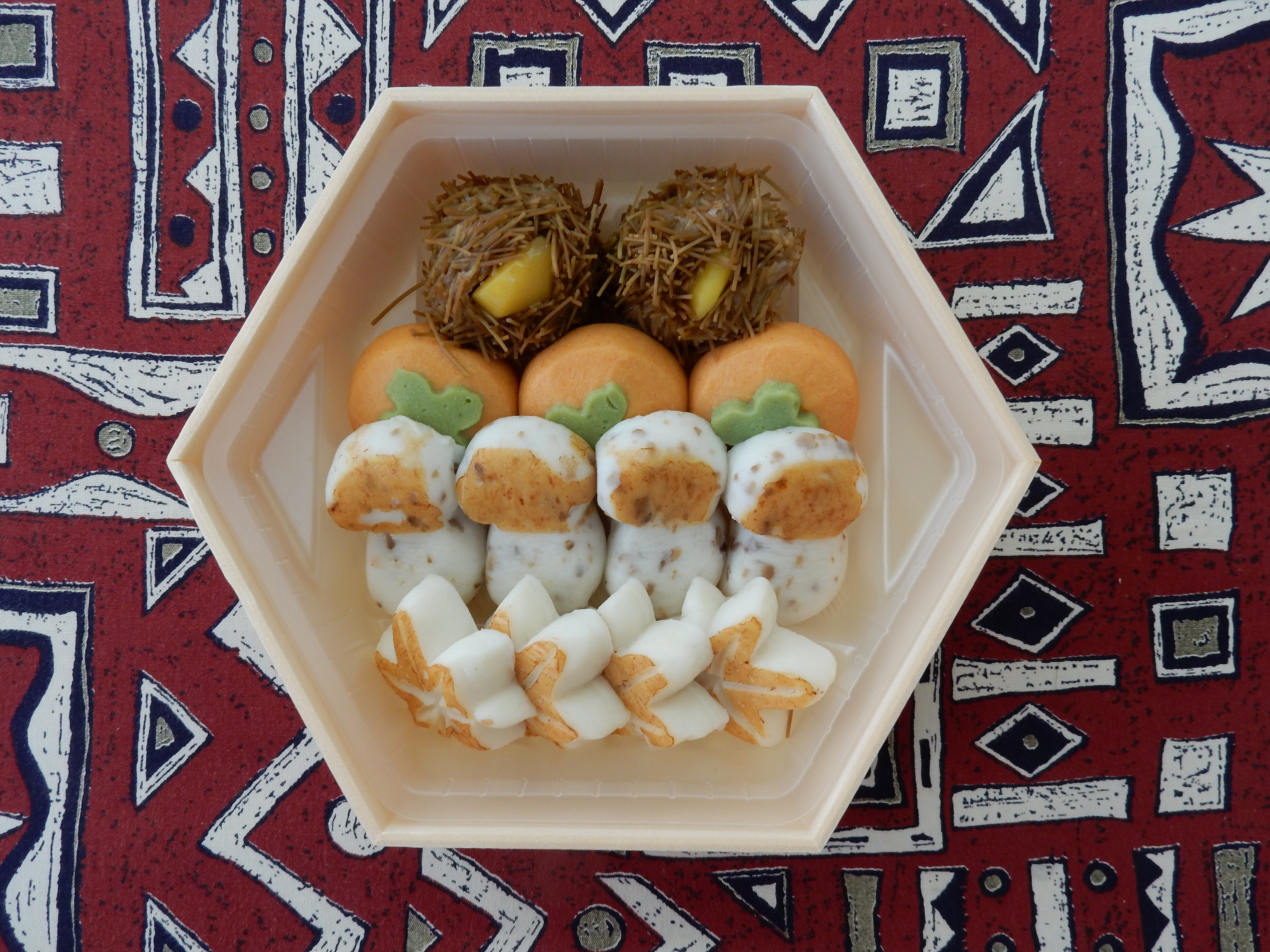
飾りかまぼこ